# 4-й Лучевой просек
4-й Лучево́й про́сек (с 1840 до 1927 года — 4-й Сокольничий Лучевой просек) — просека в Восточном административном округе города Москвы на территории района Сокольники.

## История
4-й Лучевой просек был проложен как кратчайшая дорога из города в сторону Лосиного Острова во время Отечественной войны 1812 года. Просек получил современное название в 1927 году, до этого с 1840 года носил название 4-й Сокольничий Лучевой просек. И современное, и историческое названия даны по радиальному (как луч) положению просека относительно Сокольнического круга. В 1912—1957 годах на 4-м Лучевом просеке располагался стадион ЦДКА.

## Расположение
4-й Лучевой просек проходит по территории парка «Сокольники» на северо-северо-запад от проезда Сокольнического Круга до платформы Маленковская Ярославского направления Московской железной дороги, оканчиваясь тупиком. Пересекает Фестивальную площадь, Митьковский проезд и Поперечный просек, далее проходит между Путяевскими прудами. Между Фестивальной площадью и Митьковским проездом трасса просека разрывается зданием павильона № 2 КВЦ «Сокольники». Нумерация домов начинается от Митьковского проезда.

## Примечательные здания и сооружения
По чётной стороне:
- д. 4 — павильон № 5 конгрессно-выставочного центра «Сокольники», лечебно-реабилитационный «Центр доктора Бубновского».

## Транспорт
Наземный транспорт
По 4-му Лучевому просеку не проходят маршруты наземного общественного транспорта. У середины просека, на Поперечном просеке, расположена остановка «4-й Лучевой просек» автобуса № 140.
Метро
- Станции метро «Сокольники» Сокольнической линии и «Сокольники» Большой кольцевой линии (соединены переходом) — юго-восточнее просека, на Сокольнической площади
- Станция метро «Алексеевская» Калужско-Рижской линии

Железнодорожный транспорт
- Платформа Маленковская Ярославского направления Московской железной дороги — в конце просека.
- Платформа Москва-3 Ярославского направления Московской железной дороги

## Фотогалерея

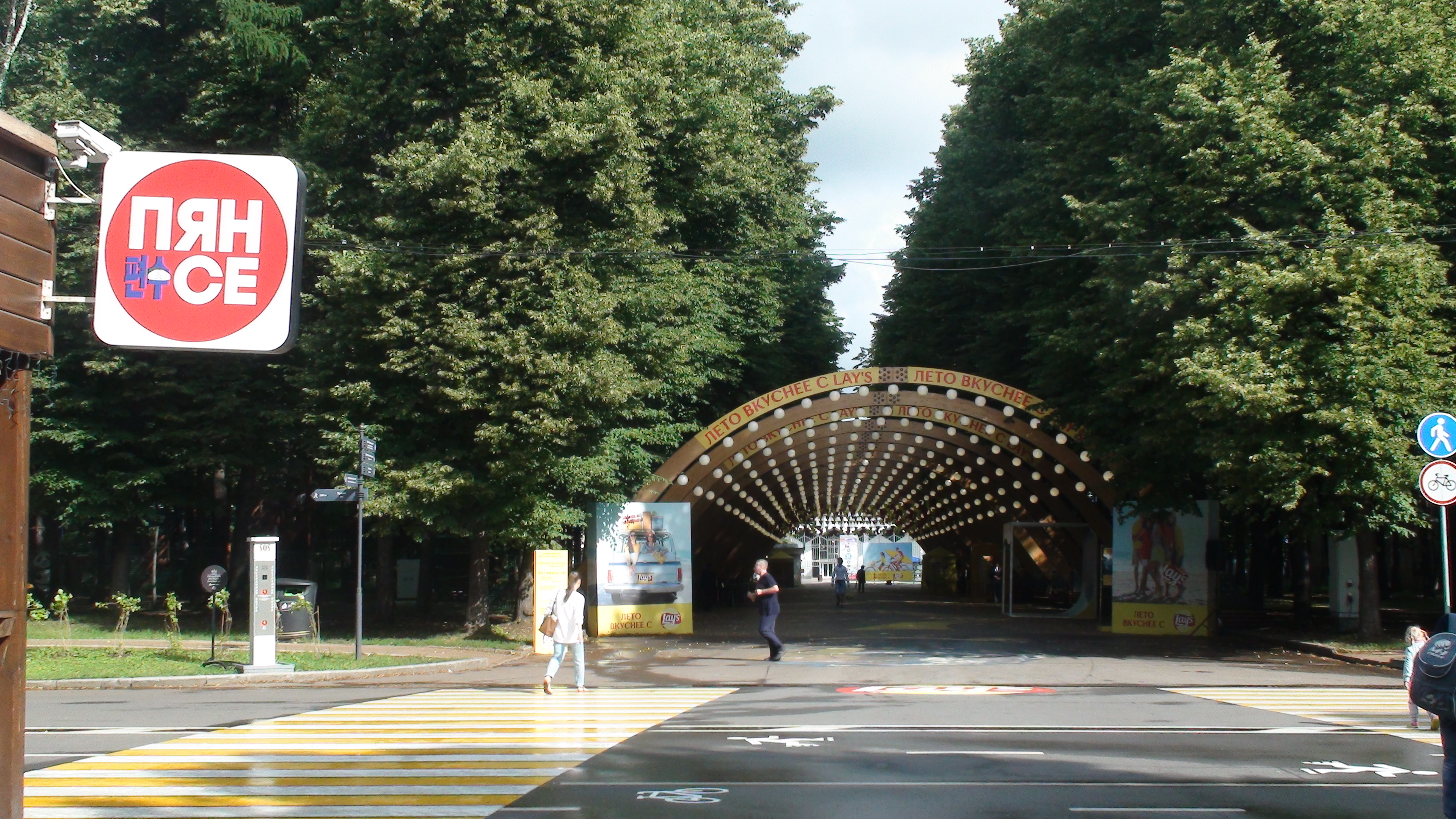
Сокольники 4-й Лучевой просек
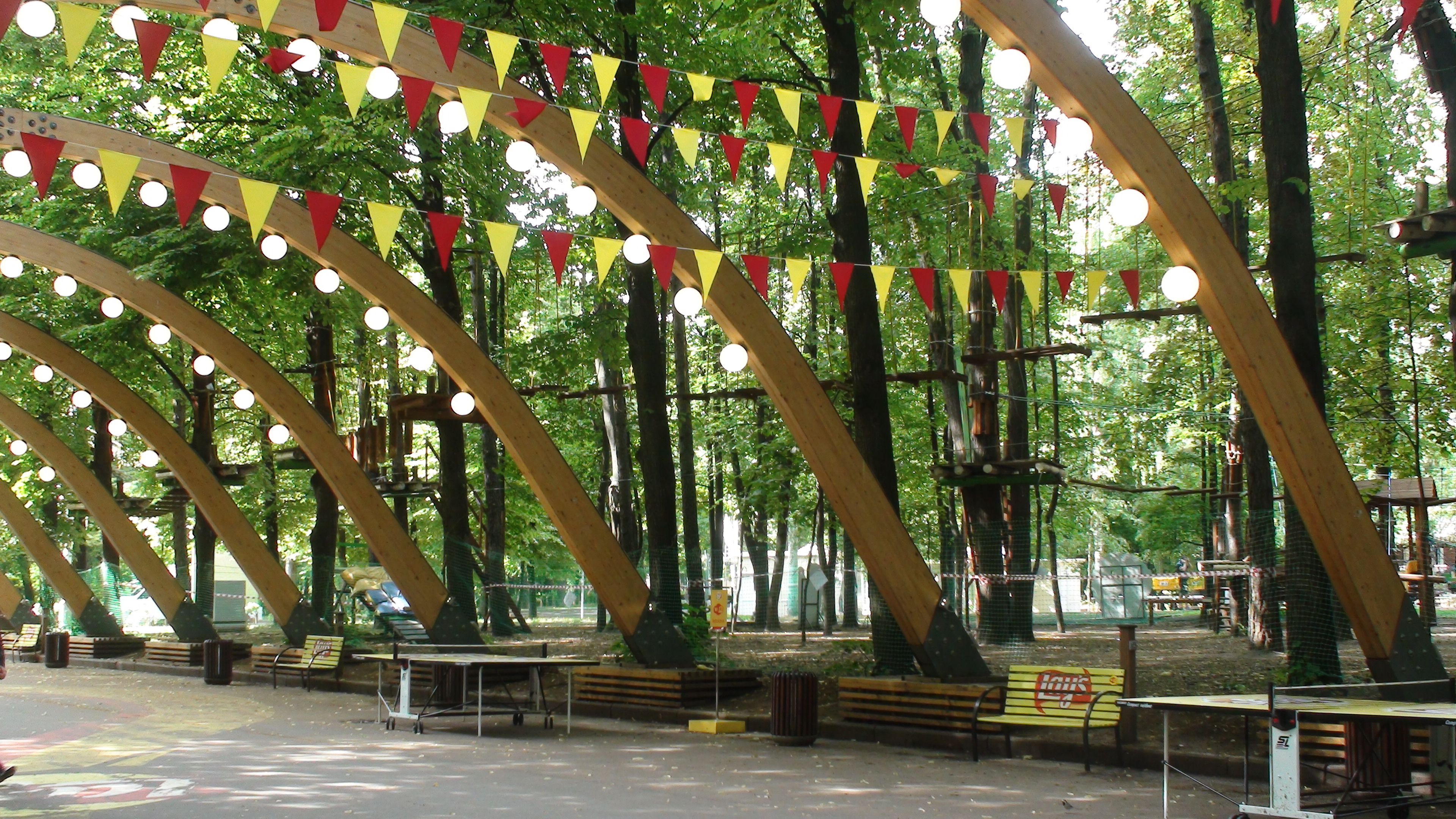
Сокольники 4-й Лучевой просек
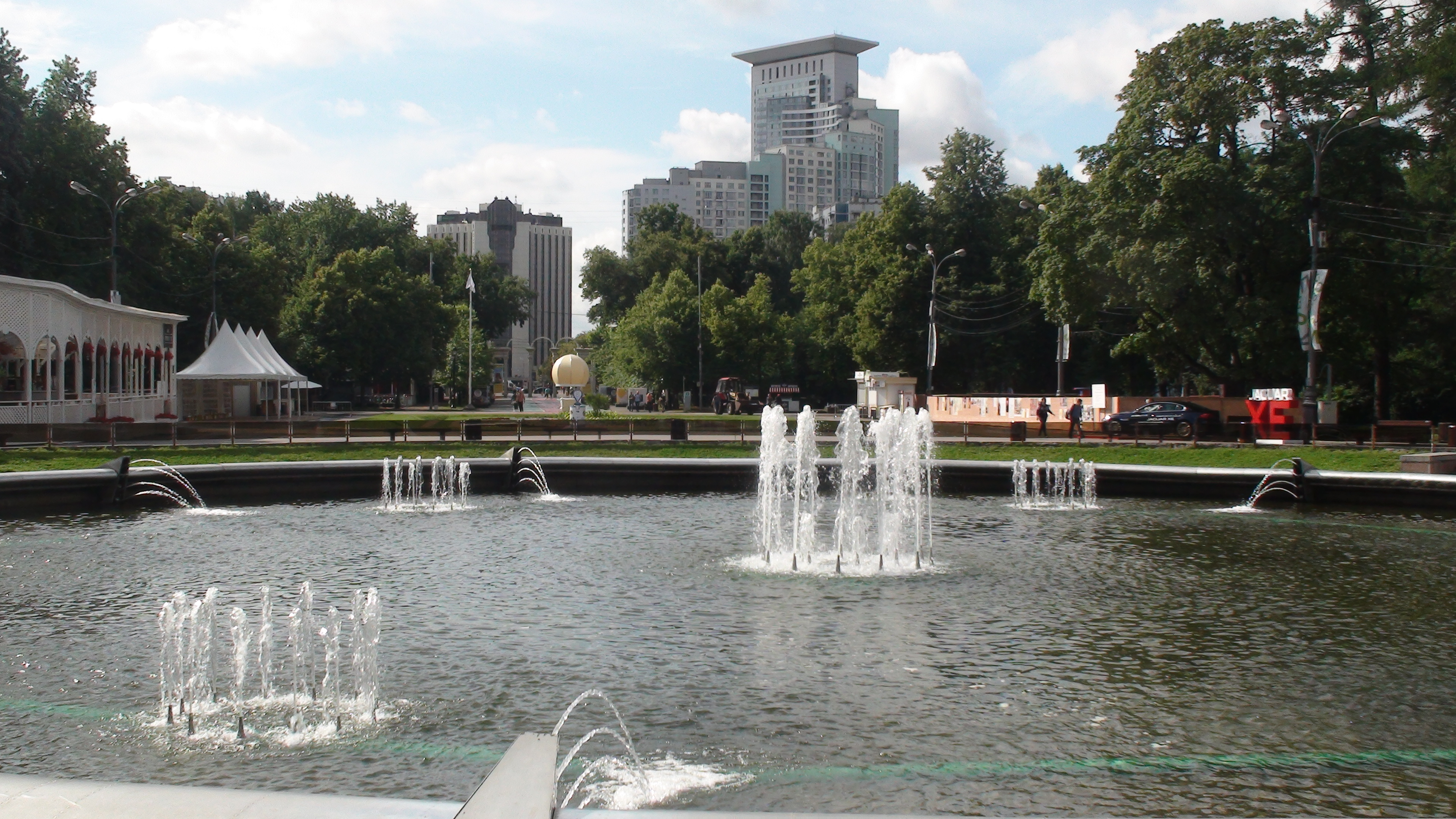
Сокольники Фонтанная площадь
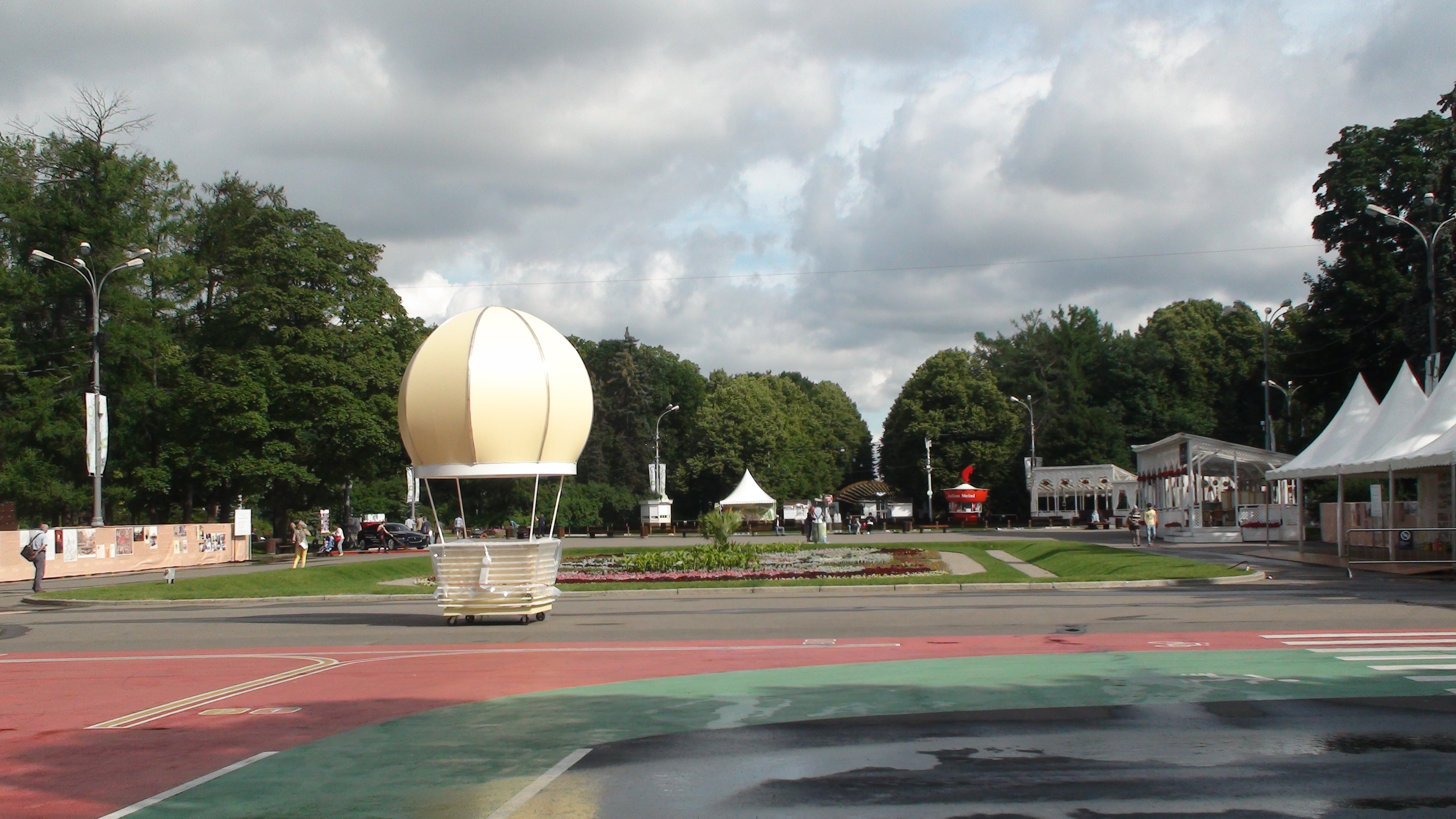
Сокольники Фонтанная площадь